# نیروی تماسی
آن دسته از نیروهایی که اعمال آن‌ها تنها در صورت وجود تماس امکان‌پذیر است و همیشه بر یک سطح عمل می‌نمایند. گاهی این نیروها به صورت نیروهای خطی (عمل‌کننده بر خط) یا نیروهای نقطه‌ای (عمل‌کننده بر نقطه) مدل می‌شوند.
در واقع نیروی تماسی در طبیعت وجود خارجی ندارد و نیروهای موجود در طبیعت همه از نوع نیروهای میدانی هستند.
مثال ها:
اصطکاک
تکیه گاه
مقاومت هوا
کسشانی